# Warrenton (Oregon)
Warrenton is een plaats (city) in de Amerikaanse staat Oregon, en valt bestuurlijk gezien onder Clatsop County.

## Demografie
Bij de volkstelling in 2000 werd het aantal inwoners vastgesteld op 4096. In 2006 is het aantal inwoners door het United States Census Bureau geschat op 4394, een stijging van 298 (7,3%).

## Geografie
Volgens het United States Census Bureau beslaat de plaats een oppervlakte van 43,2 km², waarvan 31,9 km² land en 11,3 km² water. Warrenton ligt op ongeveer 4 m boven zeeniveau.

## Plaatsen in de nabije omgeving
De onderstaande figuur toont nabijgelegen plaatsen in een straal van 20 km rond Warrenton.